# Ministerio de Marina (Japón)
El  Ministerio de Marina (海軍省 Kaigunshō?), fue un departamento gubernamental del Imperio del Japón encargado de los asuntos administrativos de la Armada Imperial Japonesa. Existió de manera ininterrumpida desde 1872 a 1945. 

## Historia
Creado en febrero de 1872, junto con el Ministerio de la Guerra, para reemplazar las funciones del Ministerio de Asuntos Militares (兵部省 'Hyōbushō'?), de los primeros Gobiernos de la Era Meiji. Al igual que el Ministerio del Ejército, el Ministerio de la Armada estuvo encargado del mando administrativo y operacional de la Armada Imperial Japonesa hasta la creación del Estado Mayor de la Armada, en mayo de 1893. 
El Ministro era responsable del presupuesto naval, la construcción de naves, procurar armamento, personal y equipo, establecer relaciones con la Dieta de Japón y el gabinete, así como encargarse de un amplio abanico de asuntos de política naval. La naturaleza militar del puesto, al igual que el puesto de Ministro del Ejército, le otorgaba un gran poder y le hacía exclusivamente responsable ante el Comandante Supremo de las Fuerzas Armadas, el Emperador.
Hasta los años 20, el Ministerio de Marina logró imponerse al Estado Mayor de la Armada en cuanto a influencia política. Sin embargo, con la Conferencia Naval de Washington de 1921, los oficiales del Estado Mayor de la Armada encontraron una oportunidad de oro para mejorar su situación. En este encuentro, que buscaba un desarmen general de las flotas militares a nivel mundial, tanto los Estados Unidos como Gran Bretaña solicitan a Japón que límite su flota a un tamaño menor que el de las potencias occidentales. Mientras el Ministerio estaba de acuerdo con aceptar el tratado, para mantener la Alianza anglo-japonesa, el Estado Mayor de la Armada se negó en rotundo. La Armada Imperial Japonesa se vio dividida en dos camarillas políticas abiertamente hostiles entre sí, la Facción de la Flota (Kantai-ha) y la Facción del Tratado (Jōyaku-ha). Japón acabaría firmando el tratado, pero renegaría de él en 1934. Durante los años 30, con el crecimiento del militarismo japonés, la Kantai-ha ganaría terreno a su rival Jōyaku-ha, favorable al tratado, y acabaría por dominar el Estado Mayor de la Armada, logrando sacar adelante el ataque a Pearl Harbour pese a la reticencia del Ministerio de la Armada. 
Tras 1937, tanto el ministro de la Armada como el Jefe del Estado Mayor de la Armada fueron miembros del Cuartel General Imperial. Con la derrota del Imperio del Japón en la Segunda Guerra Mundial, el Ministerio de la Armada fue abolido junto con la propia Armada por orden de las Autoridades de ocupación estadounidenses en noviembre de 1945, y no sería restaurado por la Constitución de posguerra.

## Organización

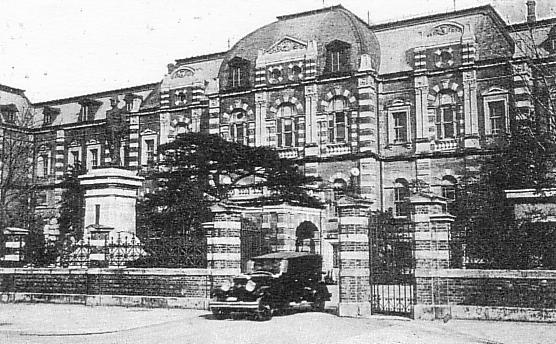
Ministerio de la Armada en 1930

### Departamentos Internos
- Oficina de Asuntos Militares
- Oficina de Movilización
- Oficina de Asuntos Técnicos
- Oficina de Personal
- Oficina de Entrenamiento
- Oficina de Asuntos Médicos
- Oficina de Astilleros
- Oficina de Construcción Naval
- Oficina de Asuntos Jurídicos
- Oficinas de Asuntos Financieros y Administrativos

### Departamentos Externos
- Oficina de Aviación Naval
- Academia Naval
- Academia de Guerra Naval
- Escuela Naval de Administración
- Escuela Naval de Medicina
- Escuela Naval de Ingeniería
- División de submarinos

Bandera naval de la Armada Imperial Japonesa.

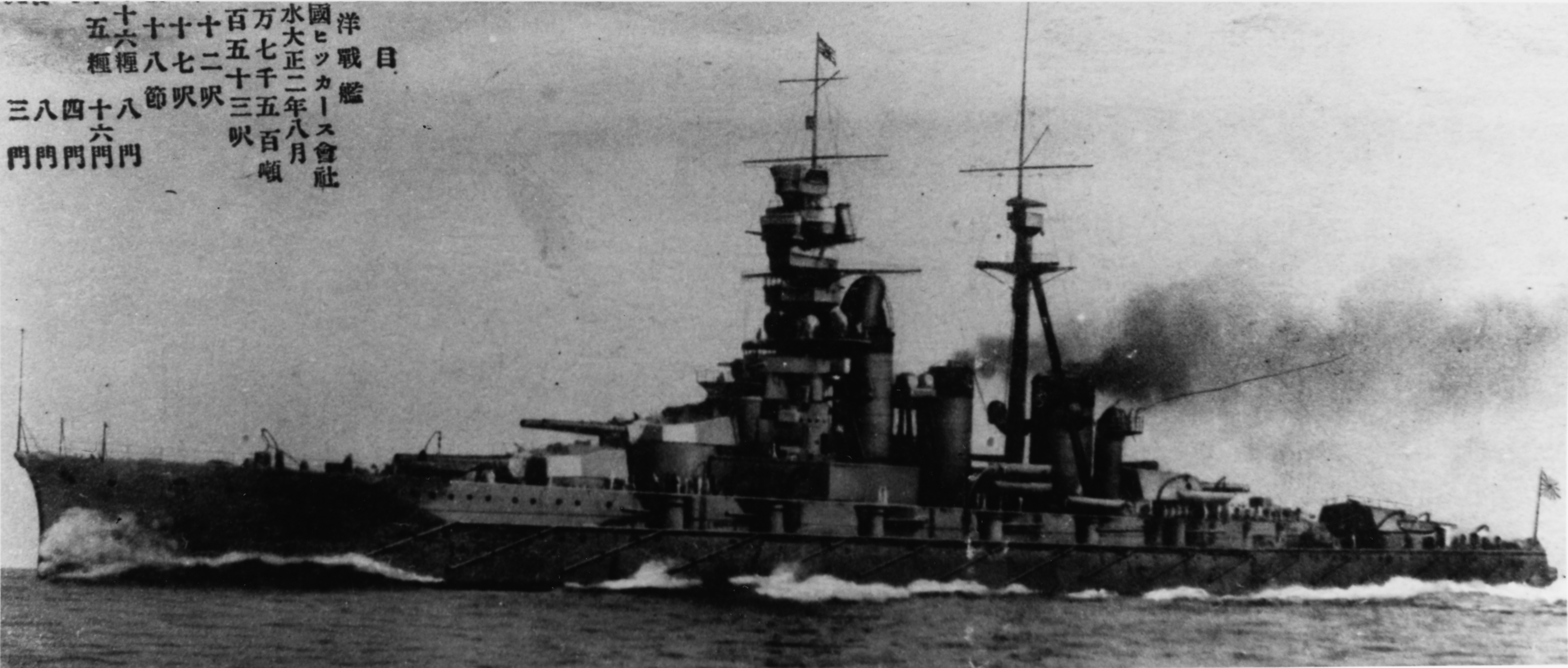
Crucero de batalla Kongō, en 1925.

- División de canales y vías fluviales
- Departamento Técnico Naval
- Tribunal Naval
- Tribunal Naval de Tokio
- División de Guerra Química
- División de Radio y Radar
- Oficina de Suministros y Transporte
- División de Construcción Naval
- División de Mantenimiento y Reparaciones Navales
- División de Armas de Ataque Especiales
- División de reacción urgente
- División Naval de Entrenamiento Aeronáutico
- División de Inteligencia Naval

## Ministros de la Armada Imperial Japonesa
Por ley, los Ministros de la Armada debía ser elegidos de entre almirantes o vicealmirantes en servicio activo.

### Lores Navales
|   | Nombre             | Inicio                | Final                   |
| - | ------------------ | --------------------- | ----------------------- |
| 1 | Katsu Kaishū       | 25 de octubre de 1873 | 25 de abril de 1875     |
| 2 | Sumiyoshi Kawamura | 24 de mayo de 1880    | 28 de febrero de 1880   |
| 3 | Enomoto Takeaki    | 28 de febrero de 1880 | 7 de abril de 1881      |
| 4 | Sumiyoshi Kawamura | 7 de abril de 1881    | 22 de diciembre de 1885 |

### Ministros de la Armada
|    | Nombre             | Inicio                  | Final                   | Notas                                  |
| -- | ------------------ | ----------------------- | ----------------------- | -------------------------------------- |
| 1  | Saigō Tsugumichi   | 22 de diciembre de 1885 | 17 de mayo de 1890      |                                        |
| 2  | Kabayama Sukenori  | 17 de mayo de 1890      | 8 de agosto de 1892     |                                        |
| 3  | Nire Kagenori      | 8 de agosto de 1892     | 11 de marzo de 1893     |                                        |
| 4  | Saigō Tsugumichi   | 11 de marzo de 1893     | 8 de noviembre de 1898  | Primera guerra sino-japonesa.          |
| 5  | Yamamoto Gonnohyōe | 8 de noviembre de 1898  | 7 de enero de 1906      | Guerra ruso-japonesa.                  |
| 6  | Makoto Saitō       | 7 de enero de 1906      | 16 de abril de 1914     |                                        |
| 7  | Yashiro Rokurō     | 16 de abril de 1914     | 8 de octubre de 1915    | Batalla de Tsingtao.                   |
| 8  | Tomosaburō Katō    | 8 de octubre de 1915    | 15 de mayo de 1923      | También fue Primer ministro.           |
| 9  | Takeshi Takarabe   | 15 de mayo de 1923      | 7 de enero de 1924      | Tratado naval de Washington.           |
| 10 | Murakami Kakuichi  | 7 de enero de 1924      | 11 de junio de 1924     |                                        |
| 11 | Takeshi Takarabe   | 11 de junio de 1924     | 20 de abril de 1927     |                                        |
| 12 | Keisuke Okada      | 20 de abril de 1927     | 2 de julio de 1929      |                                        |
| 13 | Takeshi Takarabe   | 27 de julio de 1929     | 3 de octubre de 1930    |                                        |
| 14 | Kiyokazu Abo       | 3 de octubre de 1930    | 14 de abril de 1931     |                                        |
| 15 | Kiyokazu Abo       | 14 de abril de 1931     | 13 de diciembre de 1931 |                                        |
| 16 | Mineo Ōsumi        | 13 de diciembre de 1931 | 26 de mayo de 1932      |                                        |
| 17 | Keisuke Okada      | 26 de mayo de 1932      | 9 de enero de 1933      |                                        |
| 18 | Mineo Ōsumi        | 9 de enero de 1933      | 9 de marzo de 1936      |                                        |
| 19 | Osami Nagano       | 9 de marzo de 1936      | 2 de febrero de 1937    |                                        |
| 20 | Yonai Mitsumasa    | 2 de febrero de 1937    | 30 de agosto de 1939    |                                        |
| 21 | Zengo Yoshida      | 30 de agosto de 1939    | 5 de septiembre de 1941 | Ocupación japonesa de Indochina.       |
| 22 | Koshirō Oikawa     | 5 de septiembre de 1941 | 18 de octubre de 1941   |                                        |
| 23 | Shigetarō Shimada  | 18 de octubre de 1941   | 17 de julio de 1944     | Comienzo de la Segunda Guerra Mundial. |
| 24 | Naokuni Nomura     | 17 de julio de 1944     | 22 de julio de 1944     |                                        |
| 25 | Yonai Mitsumasa    | 22 de julio de 1944     | 1 de diciembre de 1945  | Rendición de Japón.                    |